# Walter Caroli
Walter Caroli (* 22. November 1942 in Lahr) ist ein deutscher Politiker der SPD und Lokalhistoriker.

## Leben und Beruf
Nach dem Abitur in Lahr studierte Walter Caroli in Heidelberg, Freiburg und Konstanz. Im Jahr 1969 wurde er Realschullehrer, 1974 Diplom-Pädagoge und 1977 promovierte er an der Universität Konstanz. Im Jahr 1983 wurde er Realschulkonrektor und von 1998 bis 2006 war er Lehrbeauftragter am Staatlichen Seminar für Realschulen in Ludwigsburg. Anschließend wurde er landespolitischer Naturschutzbeauftragter und war in den Jahren 2007 bis 2010 zweiter und dann erster stellvertretender Vorsitzender des NABU Baden-Württemberg. Im Jahr 2011 wurde ihm der Landespreis für Heimatforschung, 2. Preis, verliehen. 2012 wurde in Anerkennung des Einsatzes von Walter Caroli für das Nationale Naturerbe Langenhard der Hauptweg im Gebiet nach ihm benannt. Von der Stadt Lahr wurde er mit dem Christian-Wilhelm-Jamm-Preis für herausragendes ehrenamtliches Engagement geehrt. Der Tischtennisspieler wurde mehrfach Südbadischer Meister der Senioren und errang im Jahr 2019 die baden-württembergische Vizemeisterschaft im Senioreneinzel. Caroli ist verheiratet und hat zwei Kinder.

## Politik
Im Jahr 1971 trat Caroli der SPD bei. In den Jahren 1975 bis 2020 gehörte er dem Gemeinderat von Lahr an, in dem er von 1978 bis 1988 Vorsitzender der SPD-Fraktion war. Von 1979 bis 1993 und von 2009 bis 2012 war er Mitglied des Kreistages des Ortenaukreises. 1988 wurde Caroli in den Landtag gewählt, dem er bis 2006 angehörte. Er vertrat im Landtag den Wahlkreis 50 (Lahr) und war in den Jahren 1992 bis 1996 stellvertretender Vorsitzender der SPD-Landtagsfraktion, von 2000 bis 2001 europapolitischer Sprecher der Fraktion und von 2001 bis 2006 Vorsitzender des Ausschusses für Umwelt und Verkehr. Von 2004 bis 2020 fungierte Caroli als ehrenamtlicher Stellvertreter des Oberbürgermeisters von Lahr.

## Publikationen (Auswahl)
- (mit Robert Stimpel): Geschichte der Lahrer SPD. Lahr 1979. ISBN 978-3-7806-8173-7
- (Heinrich Caroli): lieb vndt leid theilen. Die Carolis in fünf Jahrhunderten. Ein Beitrag zur Lahrer Stadtgeschichte. Lahr 2008. ISBN 978-3-7806-8173-7
- Dinglingen. Das Dorf am Schutterlindenberg. Eine Ortsgeschichte. Grenzach-Wyhlen/ Weinstadt 2011. ISBN 978-3-86372-000-1
- Hugsweier. Dorf an der Silberschutter. Lahr 2013. 150 Jahre Volksbank Lahr. Vom Vorschussverein zur Bank der Region, Lahr 2015
- 150 Jahre Volksbank Lahr. Vom Vorschussverein zur Bank der Region, Lahr 2015 ISBN 978-3-7806-8200-0
- Kuhbach. Tor zum Schuttertal, Lahr 2017 ISBN 978-3-7806-8195-9
- Der Wickertsheimer Weg – gemalte Stationen Lahrer Geschichte, Lahr 2017 ISBN 978-3-7806-8202-4
- Die Glasbilder im Alten Rathaus in Lahr. Ein Querschnitt durch die Lahrer Geschichte bis zum Ende des 19. Jahrhunderts, Lahr 2019
- Sulz und Langenhard. Tradition und Aufbruch, Lahr 2020 ISBN 978-3-7806-8203-1
- Was Lahrer Gasthäuser erzählen: Eine historische Betrachtung Hardcover – 28. Juni 2022

by Historischer Verein für Mittelbaden – Regionalgruppe Geroldsecker Land e.V. ISBN 978-3-7806-8204-8
- Nationales Naturerbe Langenhard: Impressionen aus einem Naturparadies

by Walter Caroli and Detlef Lingner, 5. November 2022 ISBN 978-3-7806-8205-5